# Neosisyphus penicillatus
Neosisyphus penicillatus là một loài bọ cánh cứng trong họ Bọ hung (Scarabaeidae).